# Gordon Clark
Gordon Clark (15 giugno 1914 – 18 ottobre 1997) è stato un allenatore di calcio inglese.

## Carriera
Nella stagione 1959-1960 e nella stagione 1960-1961 ha allenato il West Ham Utd, club della prima divisione inglese, con cui nelle sue due stagioni di permanenza ha ottenuto rispettivamente un quattordicesimo ed un sedicesimo posto in classifica; inizialmente riconfermato anche per il campionato 1961-1962, viene tuttavia esonerato il 1º ottobre 1961.
Dal 1961 al 1967 allena il Peterborough Utd, club di terza divisione inglese, con cui nella stagione 1965-1966 riesce anche ad ottenere la qualificazione alla semifinale di Coppa di lega inglese.